# Phoriospongia mammillata
Phoriospongia mammillata är en svampdjursart som först beskrevs av Lendenfeld 1888.  Phoriospongia mammillata ingår i släktet Phoriospongia och familjen Chondropsidae. Inga underarter finns listade i Catalogue of Life.